# Максимівка (Тернопільський район)
Макси́мівка — село в Україні , у  Збаразькій міській громаді Тернопільського району Тернопільської області. Розташоване на північному сході району. До 2020 центр сільради, якій були підпорядковані села Гори-Стрийовецькі та Чагарі-Збаразькі. Через переселення жителів хутори Королівка та Парцелярія виключені з облікових даних.

## Географія
Село Максимівка знаходиться на відстані 1 км від сіл Гори-Стрийовецькі та Чагарі-Збаразькі. Через село проходить залізниця, станція Максимівка-Тернопільська.

## Назва
За переказами, село назване на честь відважного лицаря — козацького ватажка Максима Кривоноса. Поблизу Максимівки ще й тепер видно сліди козацьких фортифікацій — так званий Лисий окоп.
Населення — 1023 особи (2020).

## Історія
Поблизу Максимівки виявлено археологічні пам'ятки ранньослов'янського часу, черняхівської культури і скарб римських монет II ст. Мідна римська монета, знайдена у 1969 році на городі С.С.Букала. У 1928 році знайдено скарб римських монет. Срібна римська монета знайдена на поселенні черняхівської культури, біля залізничної станції. Черняхівський могильник на території теперішньої залізничної станції, виявлений під час будівництва обстежувався в 1931 році Т.Сулімірським та Г.Цегак-Голубовичовою. 
У селі помітні сліди Княжого тракту — шляху часів Русі.
Відоме від 1-ї пол. XVII ст. Діяли «Просвіта», «Рідна школа», «Сільський господар» та інші товариства.
З кінця 1941 року до 1944 діяло гето, де розміщувалося єврейське населення Збаразького району. В січні 1942 року було розістріляно більше тисячі євреїв. 
У червні 1944 через Максимівку проходив підрозділ з'єднання Сидора Ковпака.
У селі є вулиця названа на честь українського радянського письменника Ярослава Галана (нагородженого Сталінською премією), що у воєнні та повоєнні роки засуджував ідеї української державності, засуджував ОУН, УПА, а також інститут католицької церкви. Його стаття «Плюю на Папу» стала відповіддю на відлучення його від Церкви папою Пієм XII.На сесії Збаразької міської ради 22 червня депутати одноголосно ухвалили рішення про перейменування 
вулиці Ярослава Галана у с. Максимівка на вулицю Збаразька.
Про перейменування свідчить рішення сесії Збаразької міської ради №VIII/8/18 "Про перейменування вулиць", за яке проголосували усі присутні депутати. 
12 червня 2020 року, відповідно до Розпорядження Кабінету Міністрів України від  № 724-р «Про визначення адміністративних центрів та затвердження територій територіальних громад Тернопільської області», село увійшло до складу Збаразької міської громади.
19 липня 2020 року, в результаті адміністративно-територіальної реформи та ліквідації Збаразького району, село увійшло до складу новоутвореного Тернопільського району.

## Символіка
Затверджений рішенням сесії сільської ради.

### Герб
Щит хвилясто перетятий лазуровим і зеленим. У першій частині зліва золоте дерево, праворуч — такий же колос. У другій частині три восьмипроменеві золоті зірки, дві і одна. Поверх усього Архангел Михаїл із золотим німбом, срібними крилами, у золотих обладунках і чоботях, у червоних сорочці і плащі, що тримає в правій руці червоний палаючий меч із золотим руків'ям, а в лівій — круглий червоний щит із золотою облямівкою, обтяжений золотим хрестом. Щит вписаний в золотий декоративний картуш та увінчаний золотою сільською короною.

### Прапор
Квадратне полотнище складається з двох горизонтальних смуг блакитного і зеленого кольорів в співвідношенні 2:1, розділених хвилясто. У центрі полотнища Архангел Михаїл з жовтим німбом, білими крилами, у жовтих обладунках і чоботях, у червоних сорочці і плащі, тримає в правій руці червоний палаючий меч із жовтим руків'ям, у лівій — круглий червоний щит з жовтою облямівкою, обтяжений жовтим хрестом, супроводжуваний з древкової сторони жовтим деревом, з вільної — жовтим колосом, знизу — трьома жовтими восьмикутними зірками.

## Пам'ятки
Збереглися руїни костелу (кін. XIX ст.). Є церква святого архістратига Михаїла (1994), «фігура» св. Варвари (реставрована 2000). Перша згадка в 1715 р.

## Соціальна сфера
Працюють загальноосвітня школа І-ІІ ступеня, клуб, бібліотека, дільнична лікарня з амбулаторією, кар'єр, танцювальна студія.

## Відомі люди

### Народилися
- Михайло Данилевич (1887—1984) — громадський діяч, повітовий провідник ОУН Збаражчини, організатор так званого "Збаразького повстання" в грудні 1939 р.,
- Северин Данилевич (1921—1993) — лікар, діяч ОУН,

## Проживали
- Антоні Адамюк — єпископ Римо-Католицької Церкви,
- Алла Байдак — народна майстриня,
- Ярослав Ковальчик — доктор економічних наук, фахівець у галузі будівництва автодоріг (на будинку сільської ради у 2011 р. йому встановлено меморіальну таблицю),
- вчителювала Данія Кот — літераторка, перекладач.

## Галерея

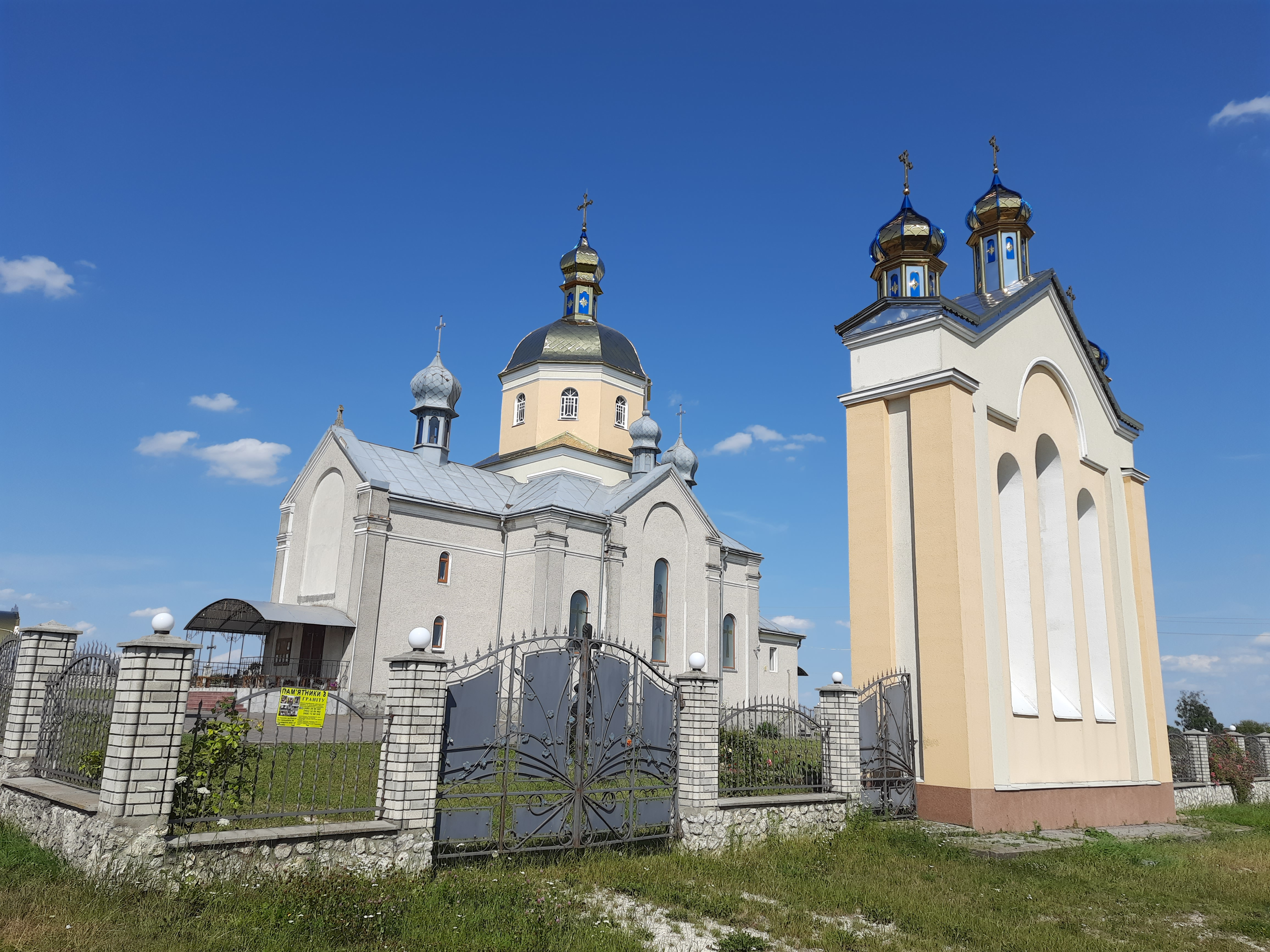
Церква Святого Архістратига Михаїла
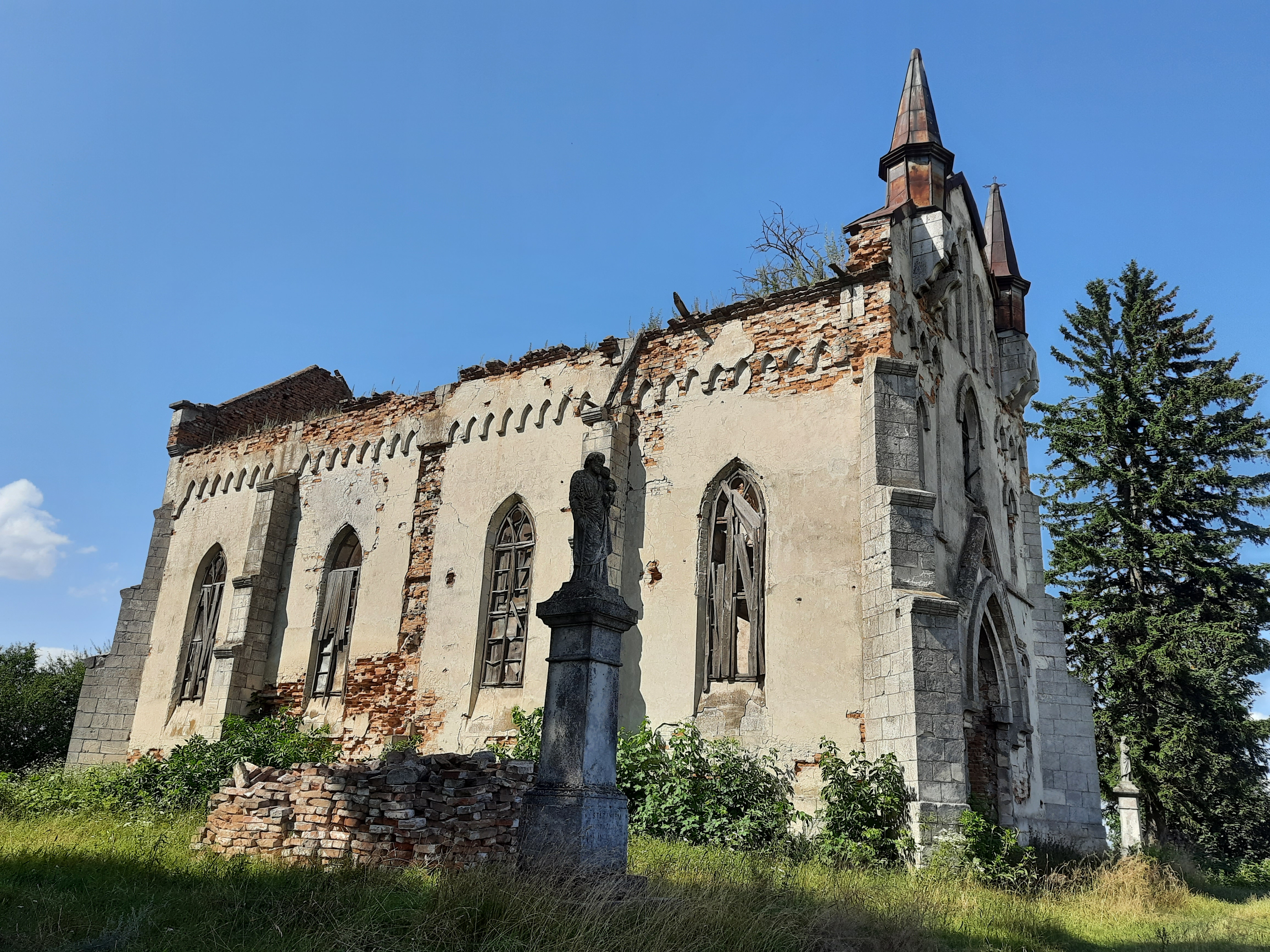
Костел-храм францисканців.
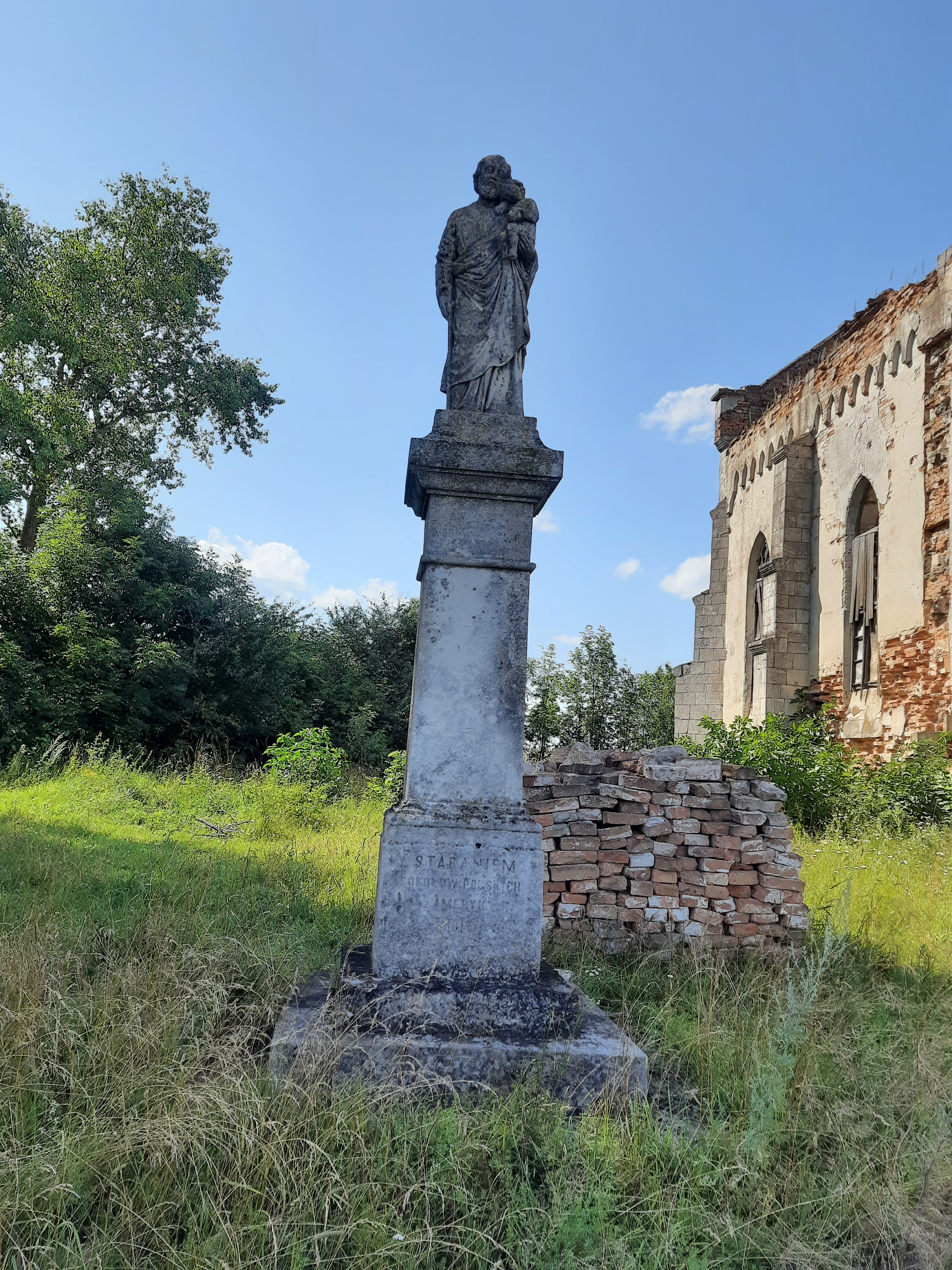
"Фігура" Святого Йосифа Обручника з Ісусом на руках
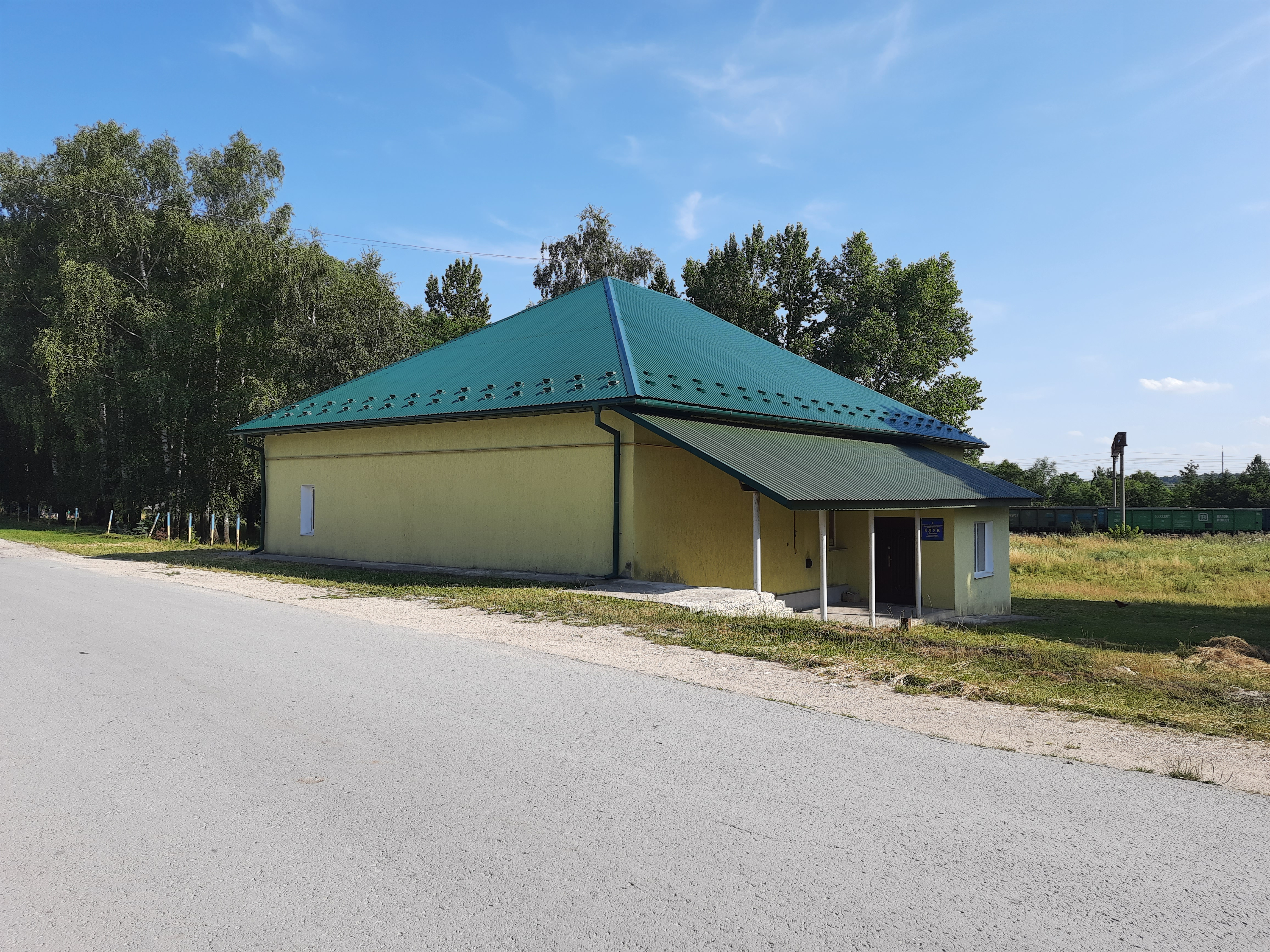
Клуб
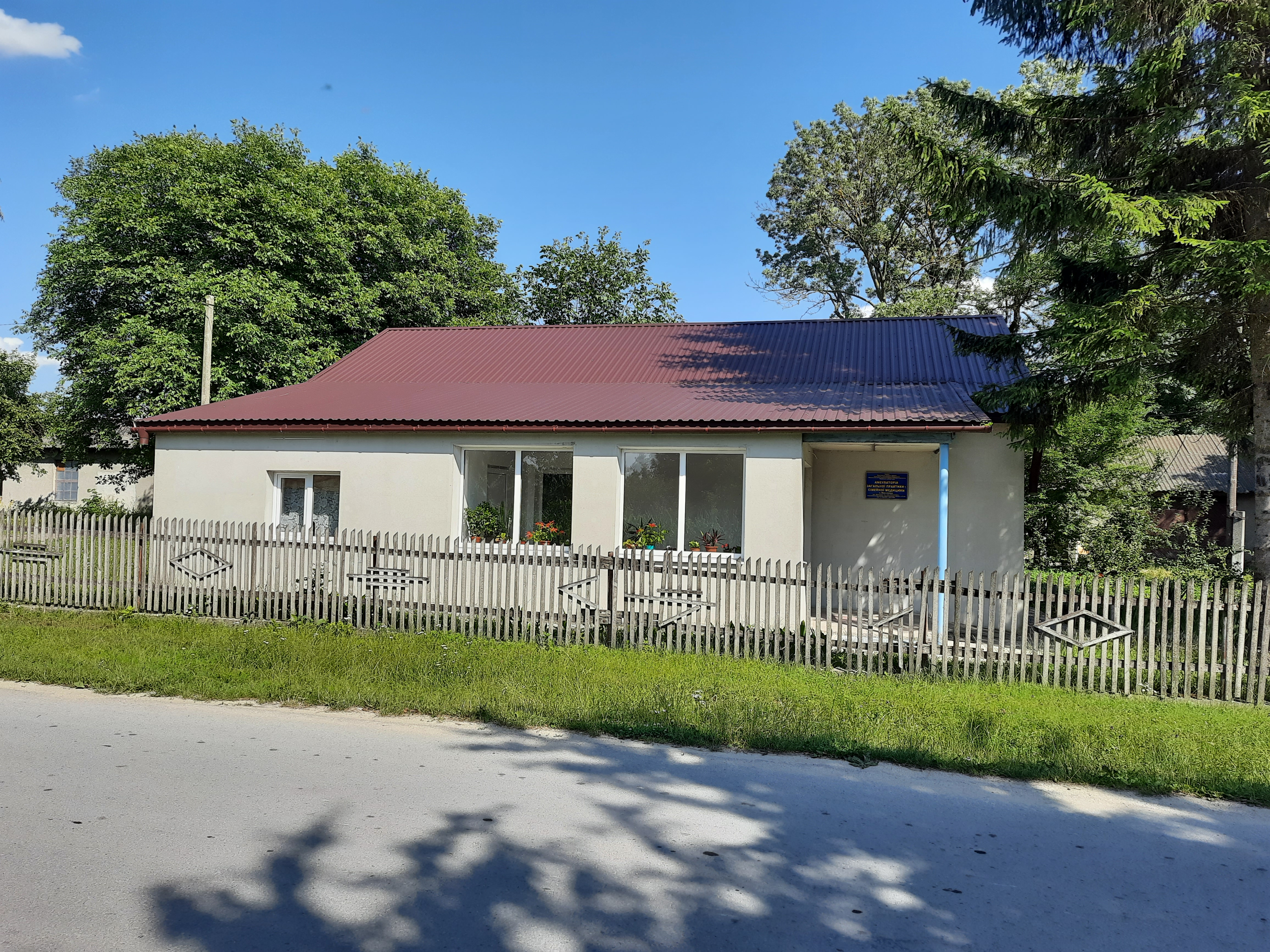
Амбулаторія
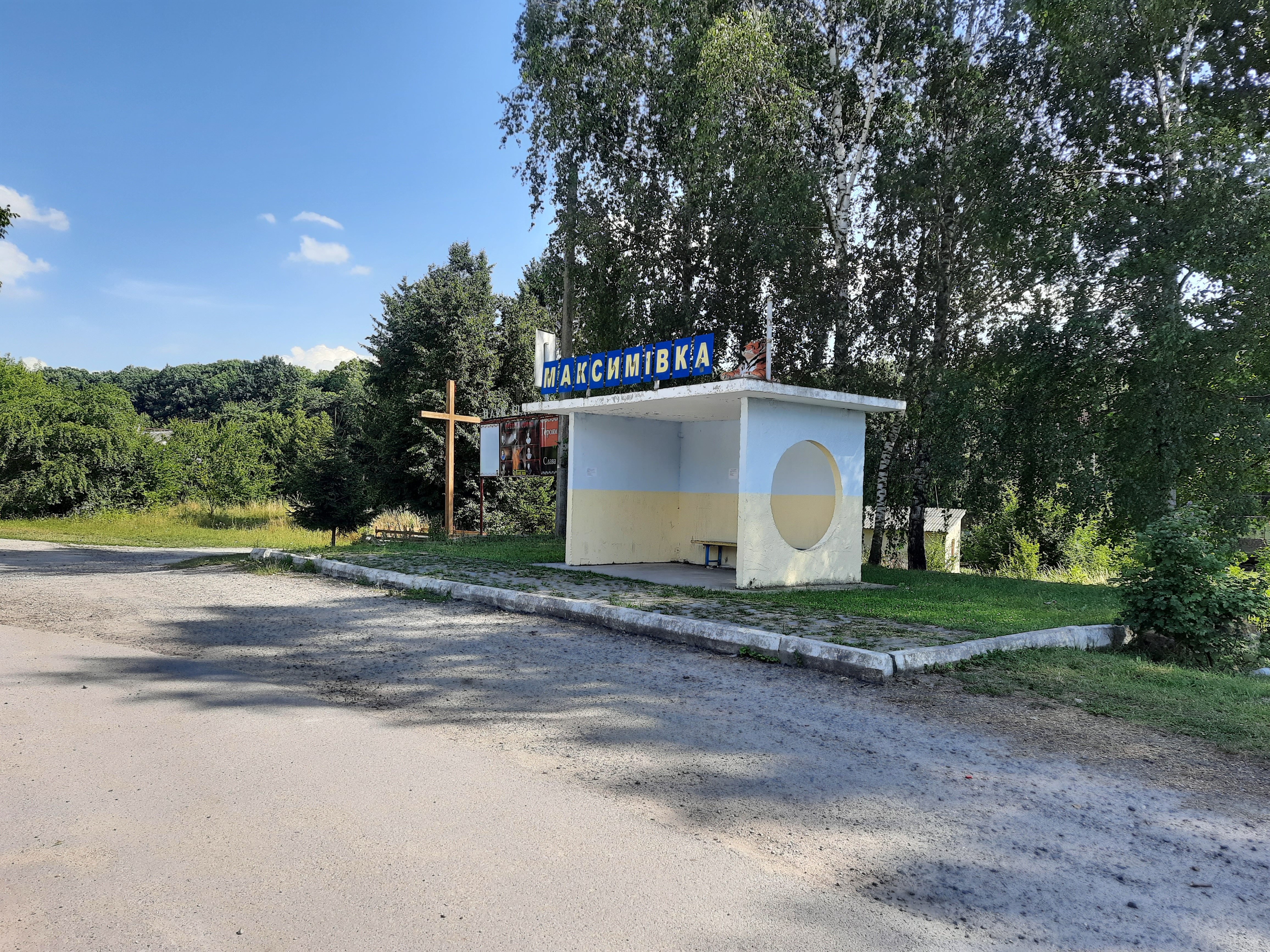
Автобусна зупинка
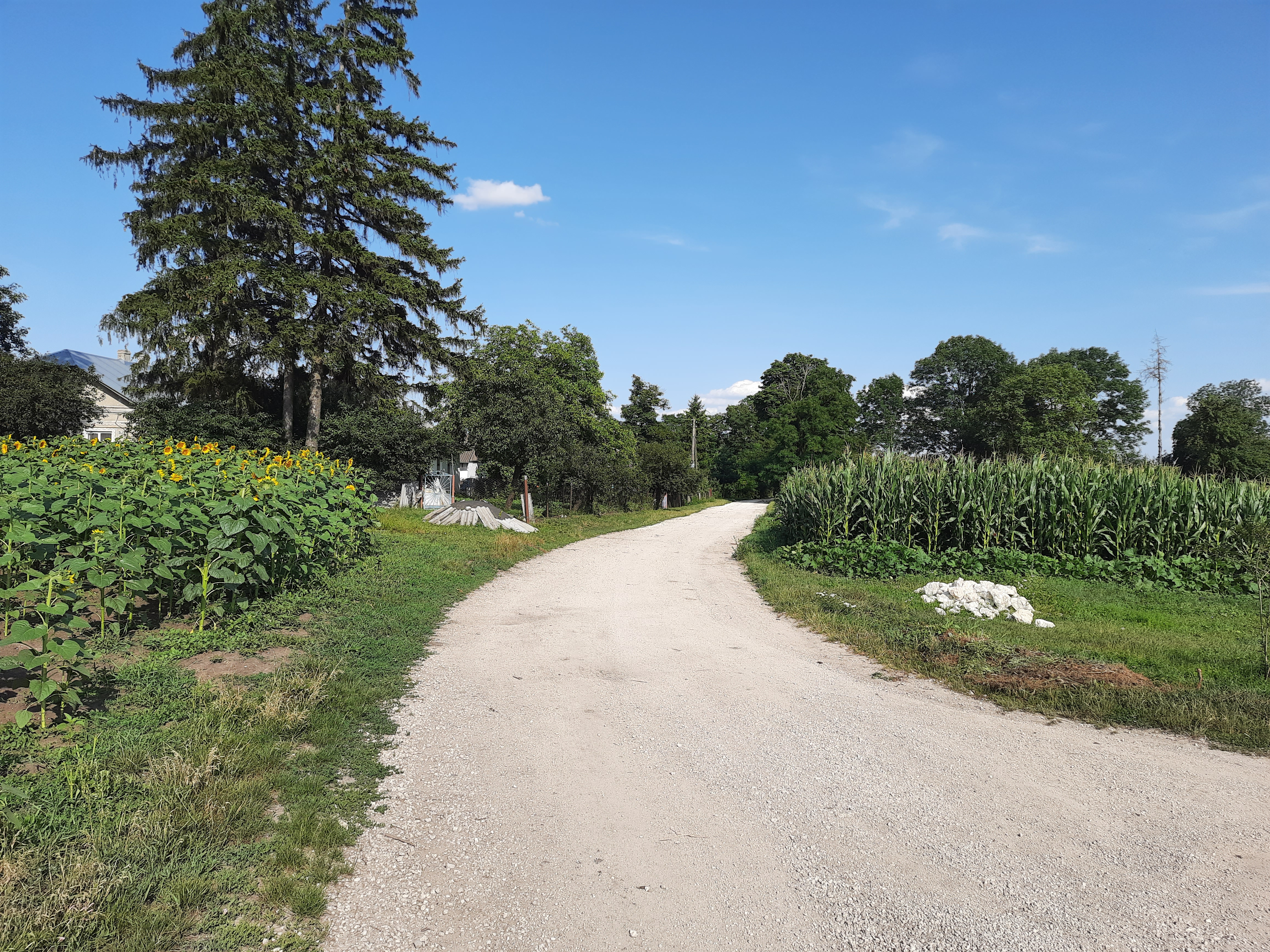
Околиця села